# Лазар Лазаров
Лазар Лазаров (болг. Лазар Иванов Лазаров; нар. 25 березня 1864, Карлово — пом. невідомо) — болгарський офіцер, генерал-лейтенант.

## Біографія
Народився 25 березня 1864 в Карлово. 1 жовтня 1881 вступив на військову службу. Закінчив Військове училище Його Княжої Високості та отримав звання підпоручника. Брав участь у Сербсько-болгарській війні (1885), у 1888 отримав звання лейтенанта, а 2 серпня 1891 — капітана. У 1900 служив командиром роти 19-го піхотного шуменського полку і в 1903 був підвищений до майора, а 31 грудня 1906 — до підполковника. Він служив в 9-му резервному полку.
Брав участь в Балканській (1912–1913) та Другій Балканськії війні (1913) в якості командира батальйону 40-го піхотного полку, а 18 травня 1913 отримав чин полковника.
Під час Першої світової війни (1915–1918) спочатку командував 29-м піхотним ямбольським полком, а пізніше прийняв командування 2-ю бригадою 12-ї стрілецької дивізії.
6 травня 1936 був призначений генерал-майором. Пізніше він був призначений генерал-лейтенантом. Генерал-лейтенант Лазаров одружений і має трьох дітей.

## Військові звання
- Підпоручник (7 вересня 1885)
- Лейтенант (1888)
- Капітан (2 серпня 1891)
- Майор (1903)
- Підполковник (31 грудня 1906)
- Полковник (18 травня 1913)
- Генерал-майор (6 травня 1936)
- Генерал-лейтенант

## Освіта
- Військове училище Його Княжої Високості (до 1885)

## Нагороди
- Орден «За хоробрість» IV ступеня 2 класу
- Орден «За відвагу», III ступеня 2 класу (1917)
- Орден «Святий Олександр» V ступеня без мечів в середині
- Орден «Святий Олександр» IV класу з мечами посередині
- Народний орден «За військові заслуги» V ступеня на звичайній стрічці
- Національна медаль «За бойові заслуги» III ступеня з військовими почестями (1918, 1921)
- Орден «За заслуги» на звичайній стрічці